# Santa Gemma Galgani, Casalotti
Santa Gemma Galgani är en kyrkobyggnad i Rom, helgad åt den heliga Gemma Galgani. Kyrkan, som konsekrerades år 1954, är belägen vid Piazza del Castello di Porcareccia i området Casalotti i västra Rom. Kyrkan är belägen i Roms kommun, men den tillhör det suburbikariska stiftet Porto-Santa Rufina.

## Beskrivning
Kyrkan, som innehas av Passionistorden, uppfördes mellan 1950 och 1954. I absiden finns en framställning av Den heliga Gemmas förhärligande.